# Јоњаса (Сучава)
Јоњаса (рум. Ioneasa) насеље је у Румунији у округу Сучава у општини Ваду Молдовеј. Oпштина се налази на надморској висини од 340 m.

## Становништво
Према подацима из 2002. године у насељу је живело 404 становника, од којих су сви румунске националности.